# Poxoréo
Poxoréo est une municipalité brésilienne située dans l'État du Mato Grosso.